# Siconese
Siconese (Siconesse kod Swantona), naziv za skupinu Unalachtigo Indijanaca koja se sastoji od dvije glavne grupe, to su Big Siconese i Little Siconese (Chiconesseck). Ranih 1620. godina naseljeni su na Sickoneysincks Killu u današnjem Delawareu. Godine 1631. uništili su naselje kolonista iz Nizozemske poznato kao Swanendael, današnji Lewes u Delawareu pobivši svih 32 kolonista nakon ubojstva delawarskog poglavice.